# 大瑟提斯高原
大瑟提斯高原（Syrtis Major Planum），更常見的名稱是大流沙，是火星上一個明顯的暗區（大瑟提斯，Syrtis Major），坐落於北方低原和南方高地之間，中央位於北緯8.4度，東經69.5度。是一座低緩的盾狀火山，曾被認為是平原。它呈現黑色是因為玄武岩未被沙子覆蓋。

## 地理和地質

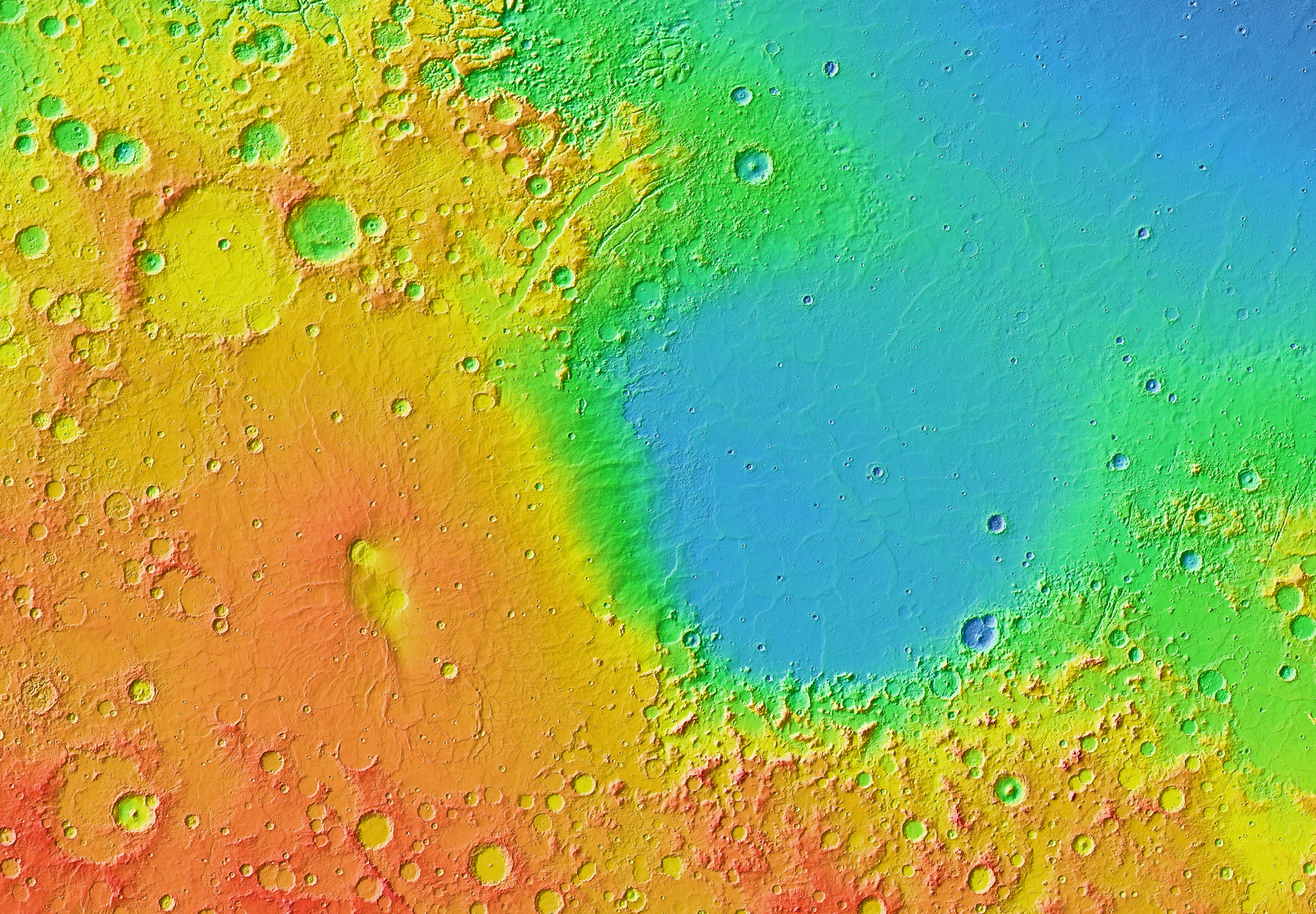
大瑟提斯高原地形

大瑟提斯高原位於南緯1度至北緯18.8度、東經59度至東經77度，直徑1350公里，海拔1000至2000多公尺。東側經緩坡，降至海拔負3000多公尺的伊希地平原，其他三側被充滿隕石坑的古老高地環繞，其中北側有數條東北-西南向的槽溝：尼利槽溝（Nili Fossae）。高原大部分的坡度不到1度，和火星其他高地火山，如第勒納山、安翡翠特斯山一樣，但卻小於塔爾西斯和埃律西昂地區的盾狀火山。高原中央附近最高，海拔約2200公尺，一旁則是一南北長約250公里、東西寬約150公里，深約1公里的凹陷，其中又包含兩個破火山口：尼利火山口（Nili Patera）和梅洛火山口（Meroe Patera），底部海拔約200公尺，而前者因隕石坑較少故較年輕。大部分地區是玄武岩，而尼利火山口內亦有發現英安岩。探測船的重力場測量顯示有一個正的重力異常，推測底下有一個南北長約600公里、東西寬約300公里、已停止活動的岩漿庫，內含有已從岩漿中析出的重的礦物，主要是輝石，橄欖石亦有可能。依據隕石坑的數量，大瑟提斯高原屬於早赫斯伯利亞紀，比伊西地撞擊盆地晚。

## 季節變化

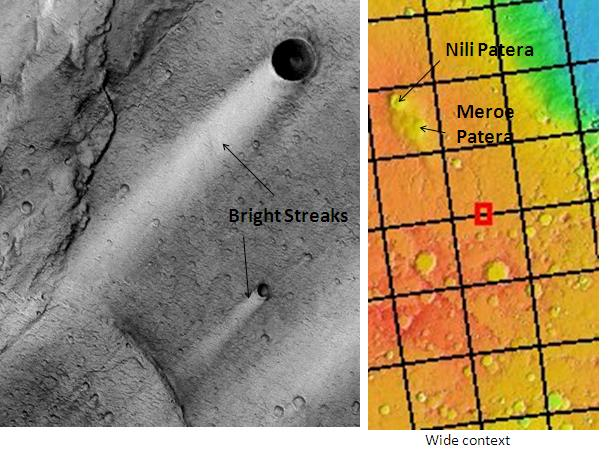
隕石坑下風處的亮紋

由於季節性和長期的外觀變化，大瑟提斯在十九世紀便是明顯的觀測目標。它曾被認為是淺海，之後被認為是大片植被，並隨季節消長。然而在1960和70年代，水手計畫和海盜號的探測船的觀測，認定這些變化是沙子隨風吹而移動所致。一些隕石坑有延伸一條長長的淺色條紋，這是沙子在隕石坑壁的下風處堆積的緣故。

## 發現與命名
大瑟提斯（Syrtis Major）來自地中海南邊錫德拉灣的古羅馬名：Syrtis maior，是利比亞的海灣。

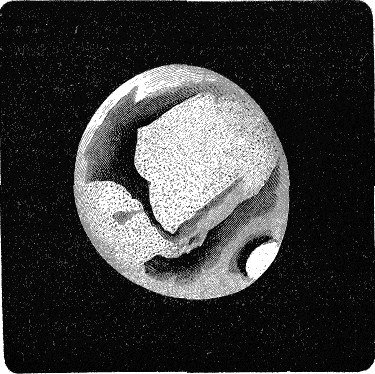
於1873年所繪之火星圖，左中暗區為大瑟提斯，右下為北極冠。

大瑟提斯是第一個被記錄的其他行星上的特徵，由克里斯蒂安·惠更斯發現，並繪於1659年。不過此時稱做沙漏海（Hourglass Sea），而往後不同的觀測者也給了不同的名稱。1840年，約翰·海因里希·馮·梅德勒在他的火星地圖裡稱作大西洋水道（Atlantic Canale）。1867年，理查·安東尼·普羅克特（Richard A. Proctor）稱之為凱撒海（Kaiser Sea），以莱顿天文台（Leiden Observatory）的Frederick Kaiser命名。1876年，卡米伊·弗拉馬利翁（Camille Flammarion）修改Proctor的命名時稱之為Mer du Sablier（沙漏海的法文）。而大瑟提斯（Syrtis Major）則是喬凡尼·斯基亞帕雷利所選，置於1877年火星衝時所繪的地圖中。